# Seto (Aichi)
Seto (japanisch 瀬戸市, -shi) ist eine Stadt in der Präfektur Aichi auf Honshū, der Hauptinsel von Japan, bekannt für ihre Keramik-Herstellung.

## Geographie
Seto liegt nordwestlich von Toyota und nordöstlich von Nagoya.

## Geschichte
Seto wurde um 1230 von dem Töpfer Katō Shirōzaemon (加藤 四郎左衛門（1168?–1249) gegründet. Die Stadt ist bis heute ein wichtiger Produktionsort für Steingut, Porzellan, heute auch für technische Keramik, also die Seto-Keramik. Das Wort „Seto-mono“ (瀬戸物) wurde zum allgemeinen Begriff für „Haushaltskeramik“.
Seto erhielt am 1. Oktober 1929 Stadtrecht.

## Verkehr
In Seto kreuzen sich zwei Bahnlinien nahe zweier unmittelbar nebeneinander liegender Bahnhöfe. Am Bahnhof Shin-Seto halten Züge der Meitetsu Seto-Linie, am Bahnhof Setoshi solche der Aichi-Ringlinie.
Außerdem ist Seto über die Tōkai-Kanjō-Autobahn sowie die Nationalstraßen 155, 248 und 363 erreichbar.

## Bauwerke
- Fernsehturm Seto

## Partnerstädte
- Limoges (seit 2003)
- Jingdezhen (seit 1996)
- Nabeul

## Söhne und Töchter der Stadt
- Sōta Fujii (* 2002), Shōgispieler
- Haruki Fukushima (* 1993), Fußballspieler
- Nobuhiko Hasegawa (1947–2005), Tischtennisspieler
- Tōru Hasegawa (* 1988), Fußballspieler
- Katō Hajime (1900–1968), Keramiker
- Katō Tōkurō (1897–1985), Keramiker
- Taizō Kawamoto (1914–1985), Fußballspieler
- Hideki Kozakura (* 1970), Komponist
- Asaka Seto (* 1976), Schauspielerin
- Junji Suzuki (* 1958), Politiker

## Weblinks

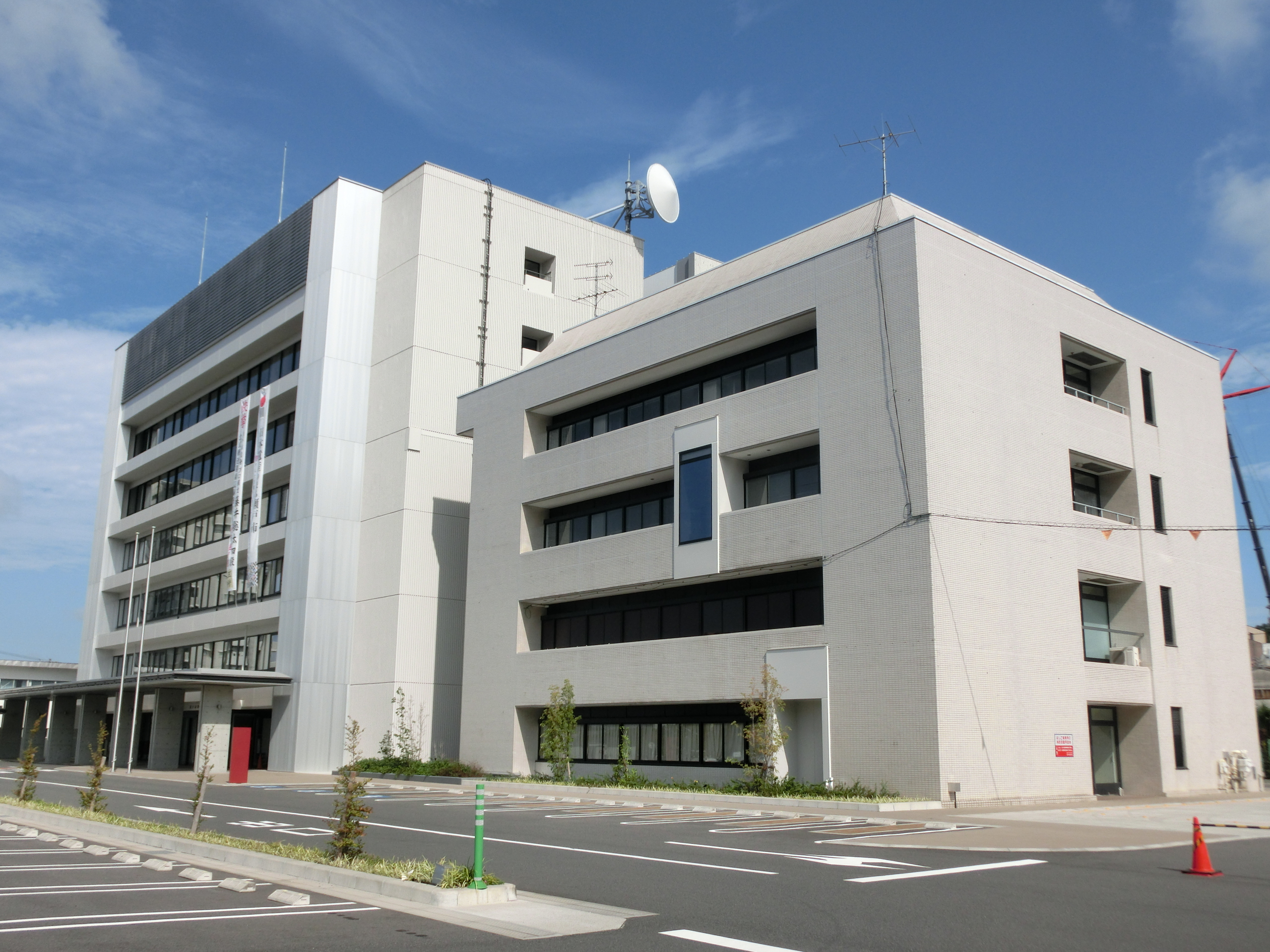
Rathaus von Seto

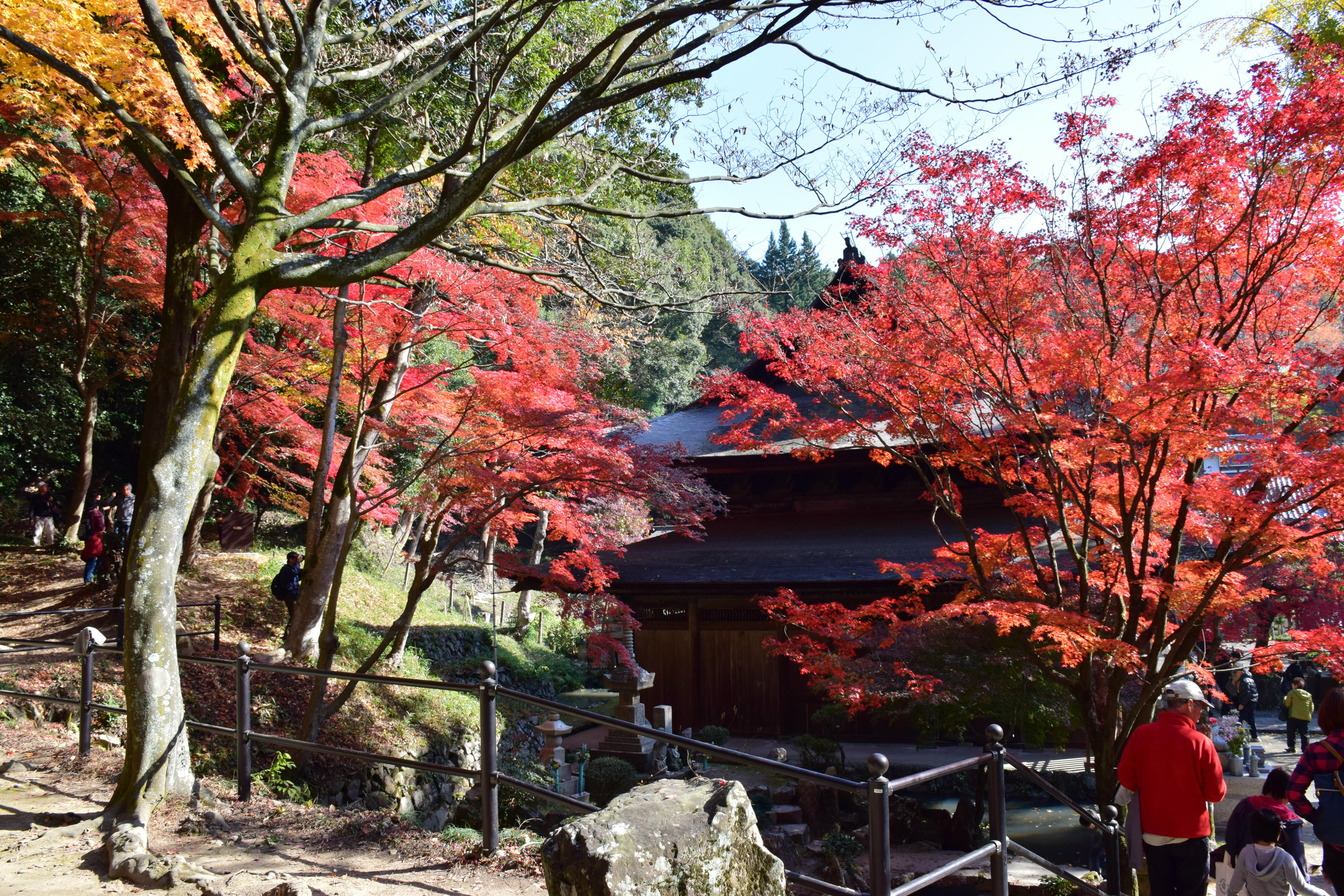
Jōkōji

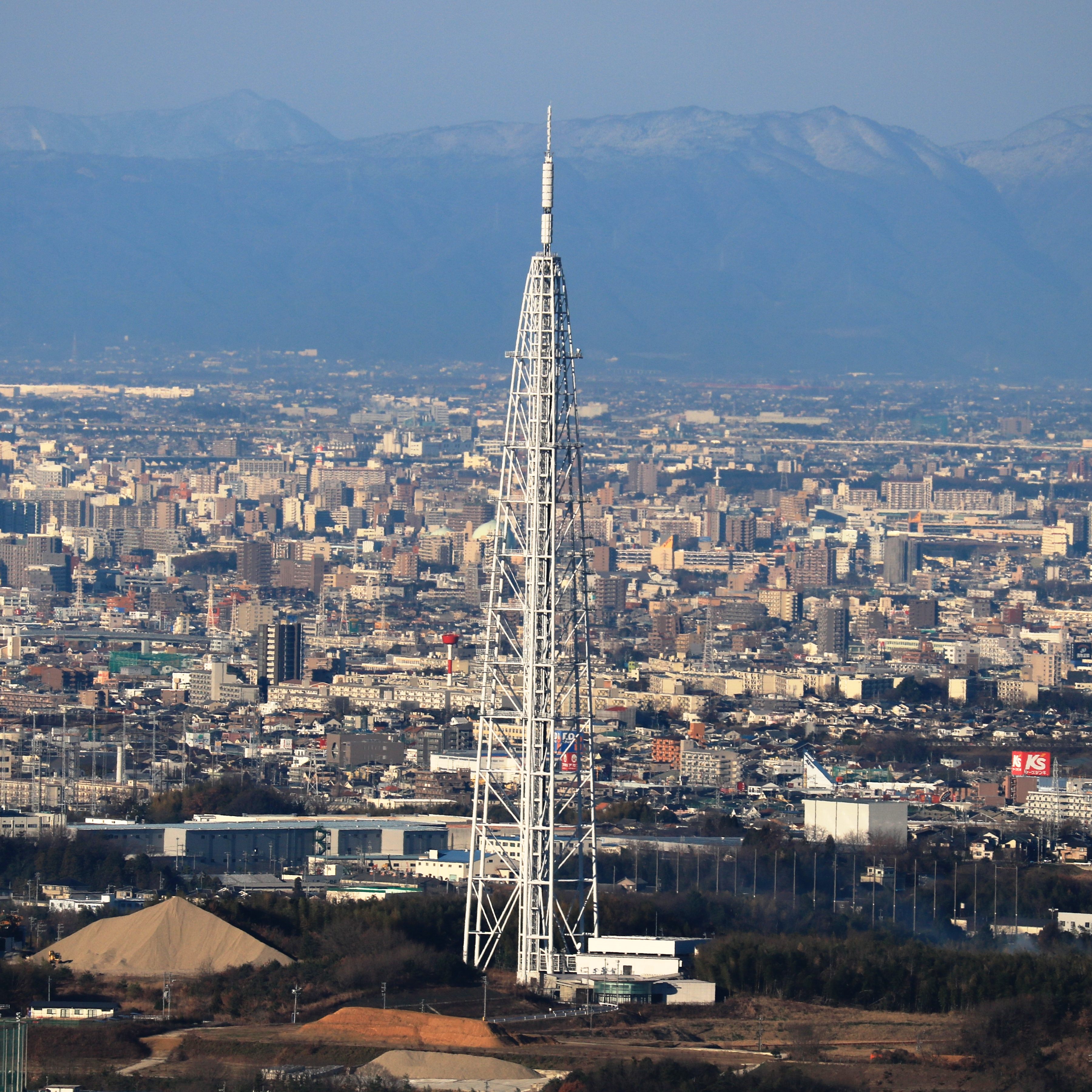
Seto Digital Tower

## Angrenzende Städte und Gemeinden
- Präfektur Aichi
  - Nagoya
  - Kasugai
  - Toyota
  - Owariasahi
  - Nagakute
- Präfektur Gifu
  - Toki
  - Tajimi